# 헬렌 에인스워스
헬렌 에인스워스(Helen Ainsworth, 1901년 10월 10일~1961년 8월 18일)는 미국의 배우, 영화 프로듀서, 연극 배우, 영화배우이다.

## 영화
- 27번째 날(1957년)
- 빅 브로드캐스트 오브 1937(1936년)